# Municipio de Marion (condado de Bourbon)
El municipio de Marion (en inglés: Marion Township) es un municipio ubicado en el condado de Bourbon en el estado estadounidense de Kansas. En el año 2010 tenía una población de 1109 habitantes y una densidad poblacional de 4,27 personas por km².

## Geografía
El municipio de Marion se encuentra ubicado en las coordenadas 37°50′1″N 94°59′18″O / 37.83361, -94.98833. Según la Oficina del Censo de los Estados Unidos, el municipio tiene una superficie total de 259.7 km², de la cual 258,53 km² corresponden a tierra firme y (0,45 %) 1,17 km² es agua.

## Demografía
Según el censo de 2010, había 1109 personas residiendo en el municipio de Marion. La densidad de población era de 4,27 hab./km². De los 1109 habitantes, el municipio de Marion estaba compuesto por el 95,13 % blancos, el 1,17 % eran afroamericanos, el 0,72 % eran amerindios, el 0,18 % eran asiáticos, el 1,26 % eran de otras razas y el 1,53 % eran de una mezcla de razas. Del total de la población el 1,98 % eran hispanos o latinos de cualquier raza.